# الیسویل (میزوری)
الیسویل (به انگلیسی: Ellisville) یک شهر در ایالات متحده آمریکا است که در شهرستان سنت لوئیس، میزوری واقع شده‌است. الیسویل ۱۱٫۳۷ کیلومتر مربع مساحت و ۹٬۱۳۳ نفر جمعیت دارد و ۲۲۱ متر بالاتر از سطح دریا قرار دارد.